# Tauler de densitat mitjana

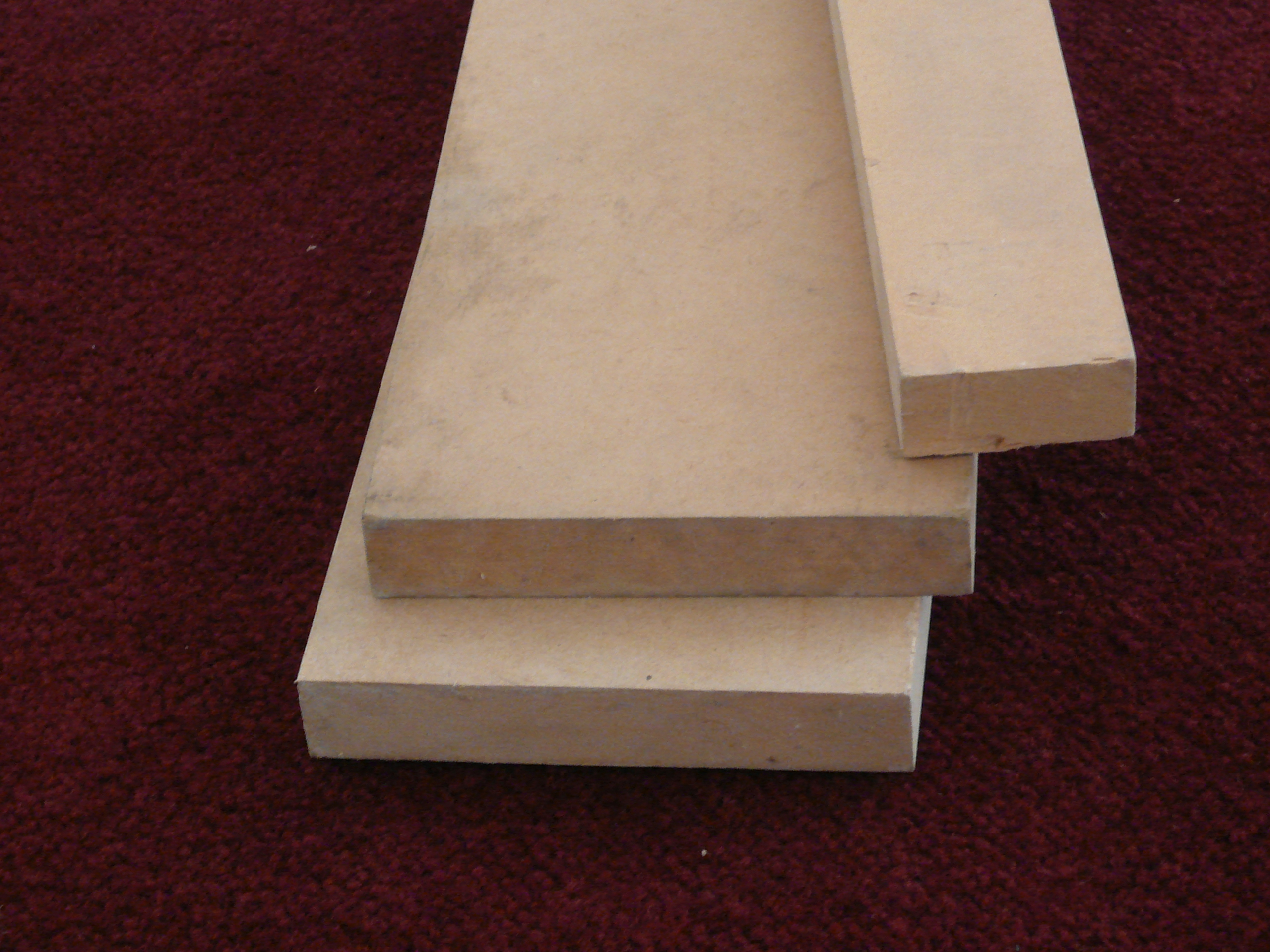
Diversos taulers de MDF.

Tauler de densitat mitjana o DM és un aglomerat elaborat amb fibres de fusta (que prèviament s'han netejat i desfibrat) aglutinades amb resines sintètiques mitjançant forta pressió i calor, en sec, fins a obtenir una densitat mitjana. També se l'anomena MDF (les sigles de medium-density fibreboard ).
Presenta una estructura uniforme i homogènia i una textura fina que dona a les cares i cantells tinguin un acabat perfecte. Es treballa pràcticament igual que la fusta massissa, es pot fresar i tallar sense esllenegar-se com els taulers de fibre a baixa densitat. L'estabilitat dimensional, al contrari que la fusta massissa, és òptima, però el seu pes és molt elevat. Constitueix una base excel·lent per aplacar una capa decorativa de fusta, de fòrmica així com per a lacar, pintar o vernissar. S'encola (amb cola blanca) fàcilment. Sol ser de color marró mitjà-fosc. És un tauler de baix cost econòmic.
S'utilitza per a tota mena de mobles (funcionals o artístics) en què el pes no suposi cap problema o com a base per a parquet laminat en aquest cas sobretot en la qualitat HDF. Excel·lent com tapes de taules i bancs de treball. No és apte per a exterior ni condicions humides. Hi ha plaques de DM que porten un tractament antihumitat (hidròfug).
Bàsicament es fa servir en la indústria del moble (en ebenisteria per als fons d'armaris i calaixos pel fet que són molt barats i no es podreixen ni corquen), la construcció i indústries afins, però també s'utilitza per fer talles i escultures enganxant diversos taulers fins a aconseguir el gruix adequat, com a suport o llenç de pintura aplicant una imprimació adequada de la seva superfície, de base per a maquetes, i com darrere de portafotos, pòsters i trencaclosques.

## Fabricació dels taulers MDF
Principalment s'elabora amb troncs frescos escorçats, ferritja o serradures fi de Pinus radiata o fustes similars. També s'utilitzen deixalles de serradures o de fusta reciclada. Els rulls escorçats es redueixen a estelles, les quals són rentades i posteriorment es sotmeten a un procés termomecànic de desfibrat. La fibra es barreja amb additius (resina, cera i urea) i finalment és premsat a alta pressió i en la forma i el gruix desitjat. La producció a gran escala de MDF es va iniciar els anys 1980.